# Эльзенер, Карл (футболист)
Карл Эльзенер (нем. Karl Elsener, 13 августа 1934, Бюлах, Цюрих — 27 июля 2010, Цюрих) — швейцарский футболист, игравший на позиции вратаря.
Выступал, в частности, за «Грассхоппер», с которым стал чемпионом и обладателем Кубка Швейцарии, а также национальной сборной Швейцарии, в составе которой был участником двух чемпионатов мира 1962 и 1966 годов.

## Клубная карьера
Эльзенер начинал карьеру в клубе «Валлиселлен» и в сезоне 1951/1952 дебютировал в третьем дивизионе страны. В 1953 году перешёл в команду «Винтертур», в которой провел один сезон во втором дивизионе страны. Год спустя вратарь присоединился к одному из грандов чемпионата «Грассхоппер». Отыграл за команду из Цюриха следующие четыре сезона своей игровой карьеры и в сезоне 1955/1956 выиграл с командой «золотой дубль»: чемпионат и Кубок Швейцарии.
Впоследствии с 1958 по 1960 год играл в составе команд «Ла-Шо-де-Фон» и «Винтертур», в составе последней отметившись двумя забитыми мячами. В 1960 году вернулся в «Грассхоппер», в котором на этот раз провёл три сезона, но трофеев больше не добывал. В 1958 и 1963 годах он играл с клубом в финале Кубка Швейцарии против «Янг Бойз» и «Базеля» соответственно, но проиграл оба финала.
В течение 1963—1966 годов защищал цвета клубов «Гренхен» и «Лозанна». В 1966 году перешёл в клуб «Люцерн», за который отыграл 2 сезона, завершив профессиональную карьеру в 1968 году. После этого ещё в течение двух сезонов выступал за клуб «Фрауэнфельд».

## Карьера в сборной
16 апреля 1958 года дебютировал в официальных играх в составе национальной сборной Швейцарии в товарищеском матче против Франции (0:0), состоявшемся в Париже.
В составе сборной был участником чемпионата мира 1962 года в Чили, на котором провёл все три игры — против Чили (1:3), ФРГ (1:2) и Италии (0:3), но команда проиграла все матчи и заняла последнее место в группе. На следующем чемпионате мира 1966 года в Англии Карл снова был основным вратарём и сыграл дважды — с ФРГ (0:5) и с Испанией (1:2), а его команда снова не прошла групповой этап. На этом турнире получил от немецкого издания Bild и местного предпринимателя шубу в качестве награды за помощь немецкому футболисту Вольфгангу Оверату в снятии судороги.
Всего в течение карьеры в национальной команде, продолжавшейся 9 лет, провёл в её форме 34 матча.

## Вне футбола
Эльзенер обучался на проектировщика систем отопления и после завершения карьеры управлял небольшим винным магазином в Швамендингене.
Умер 27 июля 2010 года на 76-м году жизни в городе Цюрих от пневмонии.

## Достижения
«Грассхоппер»
- Чемпион Швейцарии: 1955/1956
- Обладатель Кубка Швейцарии: 1955/1956